# Прогрес (Кабардино-Балкарія)
Прогрес (рос. Прогресс) — село у Прохладненському районі Кабардино-Балкарії Російської Федерації.
Орган місцевого самоврядування — сільське поселення Зарічне. Населення становить 327 осіб.

## Історія
Згідно із законом від 27 лютого 2005 року органом місцевого самоврядування є сільське поселення Зарічне.

## Населення
| 1970 | 1989 | 2002 | 2010 |
| ---- | ---- | ---- | ---- |
| 294  | ↘282 | ↗311 | ↗327 |